# Mistrzostwa Europy w Lekkoatletyce 1954 – bieg na 200 m kobiet

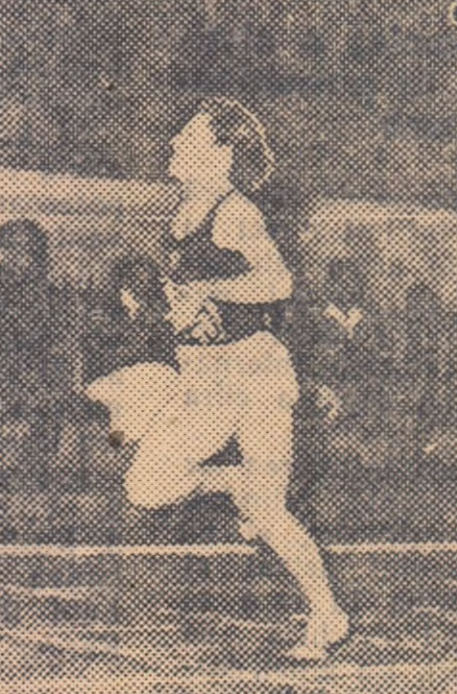
Marija Itkina w 1955

Bieg na dystansie 200 metrów kobiet był jedną z konkurencji rozgrywanych podczas V Mistrzostw Europy w Bernie. Biegi eliminacyjne zostały rozegrane 26 sierpnia, półfinałowe 28 sierpnia, a bieg finałowy 29 sierpnia 1954 roku. Zwyciężczynią tej konkurencji została reprezentantka ZSRR Marija Itkina. W rywalizacji wzięło udział dziewiętnaście zawodniczek z jedenastu reprezentacji.

## Rekordy
| Rekord świata     | Marjorie Jackson (AUS)       | 23,4 | Helsinki, Finlandia | 25.07.1952 |
| Rekord Europy     | Stanisława Walasiewicz (POL) | 23,6 | Warszawa, Polska    | 04.08.1935 |
| Rekord mistrzostw | Stanisława Walasiewicz (POL) | 23,8 | Wiedeń, III Rzesza  | 18.09.1938 |

## Wyniki

### Eliminacje
Bieg 1
| Miejsce | Zawodniczka        | Czas | Uwagi |
| ------- | ------------------ | ---- | ----- |
| 1       | Patricia Devine    | 24,9 | Q     |
| 2       | Rimma Ulitkina     | 24,9 | Q     |
| 3       | Helga Erny         | 25,4 | Q     |
| 4       | Anna-Lise Thoresen | 25,4 |       |
| 5       | Josiane Fournet    | 25,4 |       |

Bieg 2
| Miejsce | Zawodniczka      | Czas | Uwagi |
| ------- | ---------------- | ---- | ----- |
| 1       | Puck van Duyne   | 24,9 | Q     |
| 2       | Charlotte Böhmer | 25,1 | Q     |
| 3       | Anne Johnson     | 25,8 | Q     |
| 4       | Grete Jenny      | 26,6 |       |
| 5       | Aycan Önel       | 27,4 |       |

Bieg 3
| Miejsce | Zawodniczka       | Czas | Uwagi |
| ------- | ----------------- | ---- | ----- |
| 1       | Shirley Hampton   | 24,5 | Q     |
| 2       | Barbara Lerczak   | 24,5 | Q     |
| 3       | Irina Turowa      | 24,6 | Q     |
| 4       | Libuše Strejčková | 25,6 |       |
| 5       | Trudy Hänseler    | 26,5 |       |

Bieg 4
| Miejsce | Zawodniczka    | Czas | Uwagi |
| ------- | -------------- | ---- | ----- |
| 1       | Marija Itkina  | 24,6 | Q     |
| 2       | Maria Jeibmann | 25,3 | Q     |
| 3.      | Dicki van Dijk | 25,5 | Q     |
| 4       | Sonja Prétôt   | 26,3 |       |

### Półfinały
Półfinał 1
| Miejsce | Zawodniczka     | Czas | Uwagi |
| ------- | --------------- | ---- | ----- |
| 1       | Marija Itkina   | 24,3 | Q     |
| 2       | Shirley Hampton | 24,6 | Q     |
| 3       | Rimma Ulitkina  | 24,8 | Q     |
| 4       | Patricia Devine | 25,4 |       |
| 5       | Dicki van Dijk  | 25,3 |       |
| 6       | Helga Erny      | 25,7 |       |

Półfinał 2
| Miejsce | Zawodniczka      | Czas | Uwagi |
| ------- | ---------------- | ---- | ----- |
| 1       | Irina Turowa     | 24,5 | Q     |
| 2       | Charlotte Böhmer | 24,9 | Q     |
| 3       | Barbara Lerczak  | 24,9 | Q     |
| 4       | Maria Jeibmann   | 25,0 |       |
| 5       | Anne Johnson     | 25,5 |       |
| –       | Puck van Duyne   | DNS  |       |

### Finał
| Miejsce | Zawodniczka      | Czas |
| ------- | ---------------- | ---- |
| 1       | Marija Itkina    | 24,3 |
| 2       | Irina Turowa     | 24,4 |
| 3       | Shirley Hampton  | 24,4 |
| 4       | Barbara Lerczak  | 24,4 |
| 5       | Rimma Ulitkina   | 24,7 |
| 6       | Charlotte Böhmer | 25,0 |